# Reginald Punnett
Reginald Crundall Punnett, född 20 juni 1875 i Tonbridge, Kent, England, död 3 januari 1967 i Bilbrook, Somerset, England, var en brittisk genetiker som idag är mest ihågkommen för att ha skapat Punnettkvadraten, ett verktyg som fortfarande används av biologer för att förutsäga sannolikheten för möjliga genotyper av avkommor. 
Punnett blev professor i Cambridge 1910. Tillsammans med William Bateson grundade han Journal of Genetics samma år. Punnett blev fellow i Royal Society 1912. Han tilldelades Darwinmedaljen 1922.

## Biografi
Medan Punnett återhämtade sig från ett fall av blindtarmsinflammation i barndomen blev han bekant med Jardines naturalistbibliotek och utvecklade ett intresse för naturhistoria. Han utbildades sedan vid Clifton College.
Han studerade vidare vid Gonville and Caius College, Cambridge, och tog en kandidatexamen i zoologi 1898 och en magisterexamen 1901. Mellan dessa grader arbetade han som demonstrator och deltidslektor vid University of St. Andrews 'Natural History Department. I oktober 1901 var Punnett tillbaka i Cambridge när han erhöll ett stipendium vid Gonville och Caius College, där han arbetade inom zoologi, främst med studier av maskar, särskilt nemerteaner. Det var under denna tid som han och William Bateson inledde ett forskningssamarbete, som varade i flera år.
|       |   | Moder | Moder |
| B     | b |       |       |
| ----- | - | ----- | ----- |
| Fader | B | BB    | Bb    |
| Fader | b | Bb    | bb    |

En Punnettkvadrat

## Karriär och vetenskapligt arbete
När Punnett var under grundutbildning var Gregor Mendels arbete med arv i stort sett okänt och ouppskattat av forskare. Men år 1900 återupptäcktes Mendels verk av Carl Correns, Erich Tschermak von Seysenegg och Hugo de Vries. William Bateson blev en förespråkare för mendelsk genetik och lät översätta Mendels arbete till engelska. Det var med Bateson som Punnett hjälpte till att etablera den nya vetenskapen om genetik vid Cambridge. Han, Bateson och Saunders upptäckte tillsammans genetisk koppling genom experiment med kycklingar och luktärter.
År 1908, oförmögen att förklara hur en dominerande allel inte skulle bli fast och allestädes närvarande i en population, introducerade Punnett ett av sina problem för matematikern G. H. Hardy, med vilken han spelade cricket. Hardy fortsatte med att formulera Hardy–Weinberg-principen, oberoende av tysken Wilhelm Weinberg. Punnett var superintendent vid Cambridge University Museum of Zoology från 1908 till 1909.
År 1909 åkte han till Sri Lanka för att träffa Arthur Willey, FRS, då chef för Colombo Museum och R H Lock, sedan vetenskaplig assistent vid Peradeniya Botanical Gardens och för att fånga fjärilar. Året därpå publicerade han en monografi, Mimicry i Ceylon Butterflies, med ett förslag om polymorfismens natur, i Spolia Zeylanica, tidskriften för Colombo Museum,  där han uttryckte sitt motstånd mot gradualistiska berättelser om mimikens utveckling som han senare utvidgade, i sin bok Mimicry in Butterflies från 1915. 
År 1910 blev Punnett professor i biologi vid Cambridge, och sedan den första Arthur Balfour-professorn i genetik när Bateson lämnade 1912. Samma år valdes Punnett till stipendiat i Royal Society. Han fick sällskapets Darwinmedalj 1922.
Under första världskriget tillämpade Punnett framgångsrikt sin expertis på problemet med tidig bestämning av kön hos kycklingar. Eftersom endast honor användes för äggproduktion innebar tidig identifiering av hankycklingar, som destruerades eller separerades för gödning, att begränsat djurfoder och andra resurser kunde användas mer effektivt. Punnetts arbete på detta område sammanfattades i Heredity in Poultry (1923). Med Michael Pease som sin assistent skapade han den första auto-sexande kycklingrasen, Cambar, genom att överföra en spärrgen till Golden Campine.
Punnett gick i pension 1940 och dog vid 91 års ålder 1967 i Bilbrook, Somerset.

## Utmärkelser och hedersbetygelser
- Fellow of the Royal Society,  1912[5]
- Darwinmedaljen,  1922[6]

[Redigera Wikidata]